# Petr Pololáník (dirigent)
Petr Pololáník (* 24. dubna 1973) je český dirigent, aranžér, orchestrátor, hudební producent a manažer, zakladatel Capellen Music Production.
Pochází z hudebnické rodiny (otec Zdeněk Pololáník). Po maturitě na brněnské konzervatoři (hra na housle) vystudoval v roce 1996 vystudoval řízení orchestru na Hudební fakultě Janáčkovy akademie múzických umění v Brně.
Jako dirigent spolupracoval s předními orchestry a sbory doma i v zahraničí, natáčel pro rozhlas, televizi a film.
Od roku 1996 současně působil jako pedagog na Církevní konzervatoři v Kroměříži a na Vyšší odborné škole filmové ve Zlíně. V letech 1998–9 vedl letní Mezinárodní dirigentské kurzy v Kroměříži. V roce 2001 se stal ředitelem Karlovarského symfonického orchestru.
Dnes se věnuje exkluzivním hudebním projektům, zejména kompozici, orchestraci a natáčení filmové a populární symfonické hudby.